# Ade Mafe
Adeoye Olubunm „Ade” Mafe (ur. 12 listopada 1966 w Londynie) – brytyjski lekkoatleta specjalizujący się w biegach sprinterskich. Uczestnik letnich igrzysk olimpijskich w Los Angeles (1984).

## Sukcesy sportowe
- mistrz (1990) oraz wicemistrz (1989) Wielkiej Brytanii w biegu na 200 metrów[1]

| Rok  | Miasto      | Zawody                      | Konkurencja                      | Wynik         |
| ---- | ----------- | --------------------------- | -------------------------------- | ------------- |
| 1984 | Göteborg    | halowe mistrzostwa Europy   | bieg na 200 m                    | srebrny medal |
| 1984 | Los Angeles | igrzyska olimpijskie        | bieg na 200 m                    | 8. miejsce    |
| 1985 | Paryż       | światowe igrzyska halowe    | bieg na 200 m                    | srebrny medal |
| 1985 | Chociebuż   | mistrzostwa Europy juniorów | bieg na 200 m sztafeta 4 × 400 m | złoty medal   |
| 1989 | Haga        | halowe mistrzostwa Europy   | bieg na 200 m                    | złoty medal   |
| 1989 | Budapeszt   | halowe mistrzostwa świata   | bieg na 200 m                    | srebrny medal |
| 1990 | Auckland    | igrzyska Wspólnoty Narodów  | bieg na 200 m                    | brązowy medal |
| 1991 | Sewilla     | halowe mistrzostwa świata   | bieg na 200 m                    | brązowy medal |
| 1992 | Genua       | halowe mistrzostwa Europy   | bieg na 400 m                    | 6. miejsce    |

## Rekordy życiowe
- bieg na 200 metrów – 20,54 – Chociebuż 25/081985
- bieg na 200 metrów (hala) – 20,80 – San Sebastián 10/02/1989
- bieg na 300 metrów – 32,75 – Gateshead 16/07/1988
- bieg na 300 metrów (hala) – 32,90 – Karlsruhe 31/01/1992
- bieg na 400 metrów – 45,30 – Londyn 23/07/1993
- bieg na 400 metrów (hala) – 46,47 Birmingham 16/02/1992